# Van Musschenbroek
Van Musschenbroek is een Nederlands  patriciërsgeslacht, waarvan de genealogie in 1920 is opgenomen in het genealogisch naslagwerk het Nederland's Patriciaat dat verscheidene bestuurders, academici en kunstenaars voortbracht.

## Geschiedenis
De bewezen stamreeks van de familie begint met de uit Gent afkomstige Joost van Musschenbroek. Hij was chirurgijn op een oorlogsschip en vestigde zich in 1593 te Rotterdam. Zijn zoon Adriaan en kleinzoon Joost vestigde zich als lampenmaker in Leiden. De daaropvolgende generaties verwierven een vooraanstaande positie in de Nederlandse maatschappij. 
In 1920 werd het opgenomen in het genealogische naslagwerk Nederland's Patriciaat.

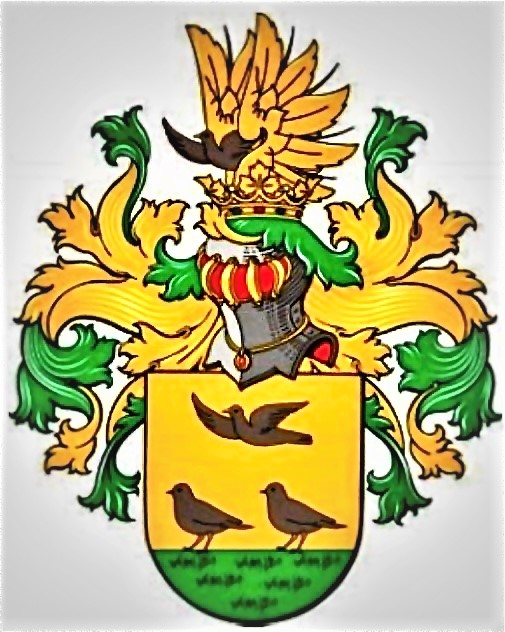
Familiewapen - Van Musschenbroek

## Familiewapen
- in goud drie mussen van natuurlijke kleur, twee op groene grond en de derde opvliegend boven de andere.
- Helm: een gouden halfaanziende rangkroon met parels op een gladde hoofdband.
- Helmteken: een opvliegende mus tussen een gesloten gouden vlucht.
- Dekkleden: groen, gevoerd van goud

## Enkele telgen
- Samuel van Musschenbroek (1640-1681), in Leiden woonachtige instrumentenmaker, tezamen met Willem Meester uitvinder van ijzeren pontons
  - prof. dr. Pieter van Musschenbroeck (1692-1761), medicus, natuurkundige, meteoroloog en astronoom
    - mr. Jan Willem van Musschenbroek (1729-1807), burgemeester in de Vroedschap van Utrecht in de periodes 1783-1785, 1787-1789 en van 1792-1794.
      - mr. Petrus van Musschenbroek, (1764-1823), jurist, letterkundige, archivaris in Utrecht
        - mr. Samuel Cornelis van Musschenbroek (1766-1839), veertigraad van Leiden, raadslid van Utrecht
          - Jan Willem van Musschenbroek (1802-1878), griffier van het vredegerecht en kantongerecht te Alphen
            - mr. Samuel Corneille Jean Wilhelm van Musschenbroek (1827-1883), resident van Tenate en van Menado 1875-76
              - Jan Rudolph van Musschenbroek (1873-1958), kunstschilder

          - Jean Gisberto Pierre Herman van Musschenbroek (1829-1890)
            - Samuel Cornelis van Musschenbroek (1857-1914), koloniaal ondernemer en ontginner van De Peel, trouwt in 1885 Marie Christine von Balluseck (1863-1946); uit de familie Von Balluseck
              - Anne Marie Clémence van Musschenbroek (1894-1967), trouwt 1919 Felix von Balluseck (1891-1962) uit de familie Von Balluseck, directeur afdeling Vervoer Koninklijke Luchtvaart Maatschappij;
              - Felix Eduard van Musschenbroek (1888-1923)
                - Sam van Musschenbroek (1916-1943), verzetsstrijder

Geslachten die opgenomen zijn in het sinds 1910 verschijnende genealogische naslagwerk Nederland's Patriciaat. Lijst volgens opgave van het CBG Centrum voor familiegeschiedenis.
A · B · C · D · E · F · G · H · I · J · K · L · M · N · O · P · Q · R · S · T · U · V · W · Y · Z